# Szent Pál-sziget (Málta)
Szent Pál-sziget (máltai nevén Il-Gżejjer ta' San Pawl vagy Selmunett) egy lapos kis sziget Máltán, a Szent Pál-öbölben. A sziget hossza 100 méter, területe 0,01 km².

## Történelme
A hagyomány szerint 60-ban itt szenvedett hajótörést Szent Pál apostol. A sziget emiatt viseli az ő nevét. A johanniták őrtornyot építettek a legmagasabb pontjára. 1845. szeptember 21. óta szobor is emlékeztet az apostol itt jártára. 1960-ban hatalmas tömeg érkezett, hogy Szent Pál hajótörésére emlékezve szentmisét hallgasson a szigeten.
1993 óta Mellieħa tanácsának területéhez tartozik. Lakói nincsenek, az egyetlen farmer több évtizede elhagyta a szigetet. Ma népszerű merülőhely a búvárok számára. A szobrot 1994-ben és 2007-ben restaurálták.

## Élővilága
Csupán apró növények és állatok lakták. Élővilága 1993 óta védett. A Selmunett gyík (Podarcis filfolensis ssp. kieselbachi) csak itt élt, 2005-ben halt ki, feltehetően az elszaporodó patkányok miatt.